# Петропавлівська площа (Сімферополь)
Петропавлівська площа (крим. Petropavlivska meydanı) — площа Сімферополя, в Київському районі міста.

## Опис
Розташована у Старому місті, названа на ім'я Петропавлівського кафедрального собору, що є очевидною архітектурною домінантою площі.
Здебільшого зайнята парковкою.
Прилучаються вулиці Пролетарська та Петропавлівська.

## Історія
Одна з перших міських площ російського періоду. 
Петропавлівська площа грала далеко не останню роль у суспільному та світському житті колишнього Сімферополя: тут проходили військові паради та огляди, часто влаштовувалися гуляння публіки, і, ймовірно, саме цю площу можна по праву назвати центром Сімферополя XIX століття.
Територія навколо Петропавлівського храму та площі поступово забудовувалась невисокими будинками. Це було особливою умовою: будівлі не повинні бути вищими за храм.
Будинки, розташовані по периметру площі, збереглися без особливих змін та перебудов з початку XX століття.
В радянський час плаща мала назву Жовтнева.
У 2008 році міська рада повернула площі назву Петропавлівська.